# Körmendy Ékes Lajos
Körmendy Ékes Lajos (Dég, 1876. december 14. – Budapest, 1951. június 4.) magyar író, politikus és főispán. Csehszlovákia parlamenti képviselője volt rövid ideig, de mivel magyar-párti volt kiutasították onnan.

## Élete
Apja, Ékes Lajos a Festetics-féle uradalom jószágigazgatója volt. Édesanyja Körmendy Kornélia. Budapesti jogi tanulmányai befejezése után a kassai postaigazgatóságon dolgozott, majd a város kultúrtanácsosa volt. Részt vett II. Rákóczi Ferenc kassai újratemetésének megszervezésében. A csehszlovák államfordulat után elbocsátották állásából. Részt vett az Országos Keresztényszocialista Párt szervezésében, majd 1920-tól a párt nemzetgyűlési képviselője lett. 1921-ben a Szlovenszkói és Ruszinszkói Szövetkezett Ellenzéki Pártok Közös Bizottsága elnökévé választották.
1920. június 2-án a prágai parlament ülésén felszólalt, mint már kisebbségi és azt jegyezte meg, hogy a magyarok akaratukon kívül kerültek a csehszlovák államhoz. Felszólalása eredményeként hamarosan elvették mandátumát, majd csehszlovák állampolgárságát is megvonták.
1925-ben rendezetlen állampolgársági helyzete miatt a csehszlovák hatóságok kiutasították. Jó szervező volt és ezek után 1926–1931 között Veszprém vármegye főispánja lett. Veszprém és a Balaton-vidék villamosításának kezdeményezője és megindítója és a Balatoni Intézőbizottság megszervezője lehetett Magyarországon.
Nyugdíjas éveiben Mátyásföldön telepedett le. Halálát tüdőgyulladás, érelmeszesedés okozta. Sírja a Rákoskeresztúri temetőben van. Felesége Novelly Natália volt.

## Művei
- 1904 A mátyásföldi templom. Budapest
- 1915 A mozi
- Csehszlovákiai magyar ellenzéki politika első hat éve
- 1928 Cseh törvénycsavarások. Magyar Szemle
- 1929 Veszprémmegyei fejek. Veszprém
- 1937 Veszprém vármegye villamosításának története. Budapest
- 1938 Az 50 éves Mátyásföld története